# 巴林新闻通讯社
巴林新闻通讯社是巴林的國營通讯社，原為阿拉伯國家聯合創立之海灣通訊社。

## 簡介
巴林新聞通訊社以海灣通訊社之名成立於1976年。2001年更名為巴林新聞通訊社。該機構由巴林政府內的新闻事务管理局運營，是阿拉伯通讯社联盟的一員。該機構以麦纳麦為總部，以阿拉伯语和英语發布新聞。

## 外部連結
- 官方网站 （阿拉伯語）